# NGC 4852
NGC 4852 est un amas ouvert situé dans la constellation du Centaure. Il a été découvert par l'astronome écossais James Dunlop en 1826.
Selon la classification des amas ouverts de Robert Trumpler, cet amas renferme moins de 50 étoiles (lettre p) dont la concentration est moyenne (II) et dont les magnitudes se répartissent sur un intervalle moyen (le chiffre 2). Lynga propose une classification totalement différente, soit I3r :b. Selon cette classification, cet amas contient plus de 100 étoiles (r), dont la concentration est forte (I) et dont les magnitudes se répartissent sur un grand intervalle (3). Cette contradiction entre la classification et le nombre de membres n'est pas rare dans le catalogue Lynga.

## Observation
Avec une magnitude visuelle de 8,9, on peut observer l'amas avec des jumelles dont l'ouverture est de 60 à 70 mm ou avec un petit télescope.

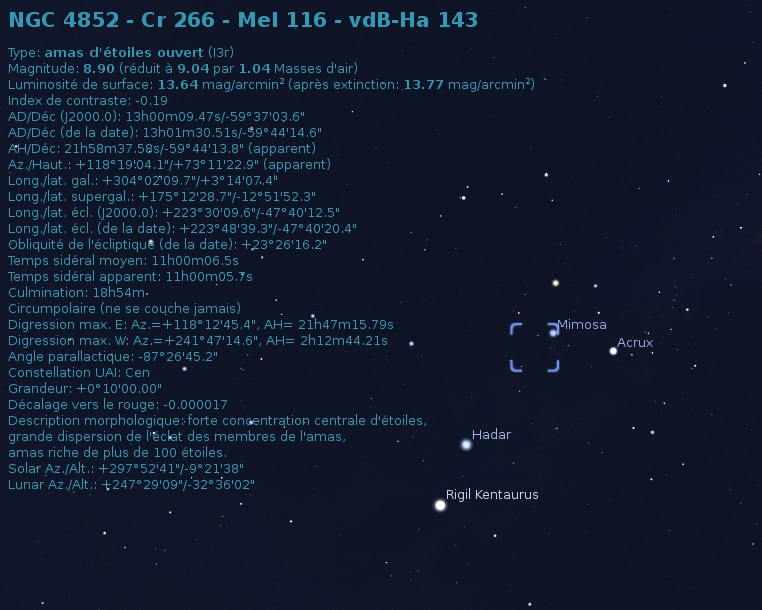
Localisation de NGC 4852 dans la constellation du Centaure. (Stellarium)

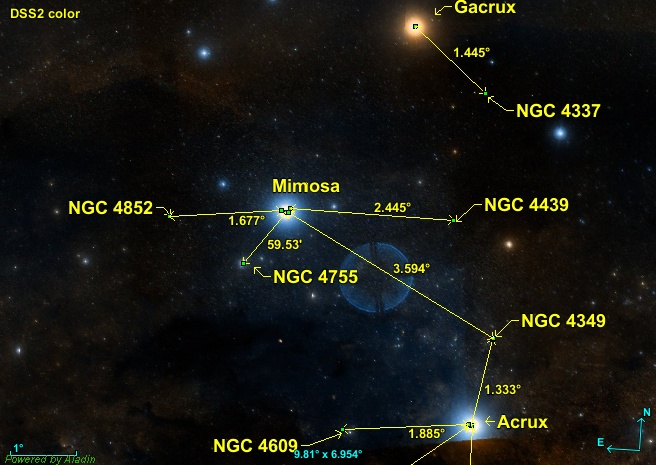
Position de NGC 4852 par rapport une étoile du Centaure.

NGC 4852 est situé à environ 1,7 degré au nord-ouest de Mimosa (Beta Crucis). Plusieurs amas ouverts se trouvent dans la même région du ciel, dont NGC 4337, NGC 4349, NGC 4439, NGC 4609.

## Caractéristiques
Certaines caractéristiques apparaissent sur la base de données Simbad, mais une publication très récente (2023) basée sur les mesures de la parallaxe par le satellite Gaia a permis une mise à jour importante des données. Les données du « GAIA EARLY DATA RELEASE 3 (GAIA EDR3) » ont également permis aux auteurs (Almeida, Monteiro et Dias) de cette publication d'estimer la masse de 773 amas ouverts, dont celle de NGC 4852 qui est de 983 ± 196 {\displaystyle M_{\odot }}.

### Distance
Selon Almeida et ses collègues, cet amas est à 1 245 ± 19 pc du système solaire.
La parallaxe moyenne des étoiles de l'amas a été obtenue des mesures effectuées par le satellite Gaia. Six valeurs différentes publiées dans de récents articles (2018 à 2021) sont indiquées sur la base de données Simbad : 0,770 ± 0,025 mas, 0,776 ± 0,035 mas, 0,761 ± 0,061 mas, 0,752 ± 0,061 mas, 0,752 ± 0,004 mas et 0,752 ± 0,061 mas. La valeur moyenne de la parallaxe est égale à 0,760 5 ± 0,010 5 mas, ce qui correspond à une distance de 1 315+68
−61 pc. Cette distance est à l'intérieur des limites de la valeur proposée par Almeida et ses collègues.

### Taille
La taille apparente de NGC 4852 varie selon les sources, mais la valeur proposée de 5,4' par le site The Sky Live est beaucoup plus petite que celles des autres sources, soit 12,0', et 14,8',. En utilisant ces valeurs et les distances proposées par Almeida, on obtient une taille rélle de 16,8 ± 2,6 al.

### Vitesse
Une seule valeur apparaît sur Simbad, soit −5,0 ± 3,7 km/s.

### Âge
Webda et Lynga propose un âge donné par log10 = 8,30,. Selon cette valeur, l'âge de l'amas est de 108,30, soit 200 Ma, ce qui est nettement supérieur aux 114 Ma proposé par Almeida et ses collègues.

### Métallicité
Une seule valeur apparaît sur Simbad, soit 0,194. Almeida et ses collègues proposent une valeur de 0,007 ± 0,062. Selon cette valeur, le pourcentage d'éléments lourds (plus lourd que l'hydrogène et l'hélium) de cet amas serait compris entre 88% et 117% (100,007 ± 0,0007) de celui du Soleil, alors que la valeur proposé par Simbad correspond à une pourcentage de 156%.

### Mouvement propre
Simbad indique sept couples de valeurs pour le mouvement propre de l'amas qui proviennent d'articles publiés entre 2014 et 2022. Ces valeurs en ascension droite et en déclinaison sont :
- −8,180 ± 0,044 mas/an et −1,130 ± 0,060 mas/an[11]
- −8,162 ± 0,100 mas/an et −1,152 ± 0,103 mas/an[12]
- −8,108 ± 0,112 mas/an et −1,189 ± 0,127 mas/an[13]
- −8,118 ± 0,114 mas/an et −1,205 ± 0,129 mas/an[14]
- −8,118 ± 0,008 mas/an et −1,205 ± 0,009 mas/an[7]
- −8,118 ± 0,114 mas/an et −2,590 ± 4,15 mas/an[15]
- −8,41 ± 4,67 mas/an et −1,205 ± 0,129 mas/an[17]

Si l'on ne tient pas compte du dernier couple, la moyenne et l'écart type en ascension droite et en déclinaison sont de −8,134 ± 0,024 mas/an et −1,181 ± 0,032 mas/an.

## Étoiles
Simbad montre aussi un bouton nommé Children. En cliquant sur ce bouton, on atteint une section de cette base de données qui renferme un tableau contenant 911 entrées pour NGC 4852. Cependant, des étoiles (les Children) peuvent apparaître plusieurs fois dans la deuxième colonne du tableau, d'où le nombre de liens bibliographiques qui est supérieure au nombre d'étoiles. La quatrième colonne de ce tableau indique la probabilité que l'étoile appartienne à l'amas. En cliquant sur le titre de cette colonne, on peut classer la probabilité par ordre croissant ou décroissant. En cliquant sur la désignation de l'étoile, on atteint la page de Simbad qui résume ses propriétés.